# シャビシン
シャビシン（英: Chavicine）はアルカロイドの一種。カビシンとも呼ばれる。コショウの辛味成分の一つであり、幾何異性体であるピペリンより強い辛味を持つ。紫外線を受けることにより、ピペリンから変化する。